# Robert Skov
Robert Skov (født 20. maj 1996) er en dansk fodboldspiller, der spiller for Union Berlin i den tyske Bundesliga. Han har tidligere spillet i Hoffemheim, som han kom til fra F.C. København. Skov spiller fortrinsvis højre kant. Skov spiller desuden på det danske landshold.

## Klubkarriere

### Silkeborg IF
Robert Skov begyndte som ungdomsspiller i Silkeborg IF, hvor han i en ung alder begyndte at spille for klubbens førstehold. Han forlængede den 18. december 2016 kontrakten med Silkeborg IF frem til udgangen af 2019.
Den 19. januar 2018 blev Silkeborg IF og FC København enige om en transfer, hvorefter Skov skiftede til FC København .  FC København betalte angiveligt 7,5 mio kroner for den danske midtbanespiller.

### FC København
Robert Skov fik debut i FC København den 4. februar 2018 mod Brøndby IF, hvor det endte med en 1-0 sejr til Brøndby IF i Sydbank Pokalen.
Han første sæson i FC København blev en stor succes, og Skov blev den 5. maj 2019 af Spillerforeningen kåret som ‘Årets profil’ i Superligaen. I sidste spillerunde af 2018-19-sæsonen scorede han sit 29. ligamål, hvilket er rekord for flest mål scoret i en superligasæson.

### Hoffenheim
Med sine præstationer i FCK og på U/21-landsholdet var det et spørgsmål om tid, før Robert Skov skulle videre til en størrre liga, og 27. juli 2019 blev det officielt, at han skiftede til Bundesligaen og TSG 1899 Hoffenheim. Ifølge Ekstra Bladet havde handlen en værdi af 75 millioner kroner, som kunne stige til 90 millioner kroner. Han skrev under på en kontrakt gældende frem til 30. juni 2024.
Skov scorede sit første mål for Hoffenheim i en 3-0-sejr i Bundesligaen over SC Paderborn den 1. november 2019.
Efter udløb af kontrakten i Hoffenheim i sommeren 2024 indgik Robert Skov en tre-årig aftale med Union Berlin.

## Landsholdskarriere
Robert Skov har spillet på diverse danske ungdomslandshold.
I august 2016 blev Robert Skov udtaget til Danmarks OL-hold i Brasilien. Her scorede han Danmarks enlige mål i puljespillet, der var stærkt medvirkende til Danmarks avancement til kvartfinalen.
Den 11. marts 2019 blev Robert Skov udtaget til Danmarks fodboldlandshold til kvalifikation til EM i fodbold 2020. Han debuterede på A-landsholdet fra start i kvalifikationskampen mod Georgien.
Efterfølgende var han med til slutrunden om U/21-EM i fodbold 2019, hvor han scorede Danmarks mål mod Tyskland U/21 i 1-3-nederlaget.
Han var med i truppen til EM-slutrunden 2020 (afholdt 2021), men fik ikke spilletid i turneringen.